# Tino Häber
Tino Häber (* 6. Oktober 1982 in Gera) ist ein deutscher Leichtathlet, der sich auf den Speerwurf spezialisiert hat.
Häber feierte seinen bis dahin größten Erfolg mit dem Gewinn der Deutschen Meisterschaften 2008 in Nürnberg. 2009 siegte er beim Winterwurf-Europacup in Los Realejos. Im selben Jahr nahm er an den Leichtathletik-Weltmeisterschaften in Berlin teil, konnte sich jedoch nicht für das Finale qualifizieren. Bei den Leichtathletik-Europameisterschaften 2012 in Helsinki belegte er den neunten Platz und bei den Olympischen Spielen in London im selben Jahr wurde er Siebter.
Tino Häber ist 1,85 m groß, wiegt 86 kg und startet für das LAZ Leipzig.